# Gare de Nanteuil - Saâcy
Ne doit pas être confondu avec Gare de Nanteuil-le-Haudouin.
La gare de Nanteuil - Saâcy est une gare ferroviaire française de la ligne de Noisy-le-Sec à Strasbourg-Ville (dite aussi ligne de Paris-Est à Strasbourg-Ville), située sur le territoire de la commune de Saâcy-sur-Marne, près de Nanteuil-sur-Marne, dans le département de Seine-et-Marne, en région Île-de-France.
La station est mise en service le 26 août 1849 par la Compagnie du chemin de fer de Paris à Strasbourg, lorsqu'elle ouvre la section de Meaux à Épernay. C'est aujourd'hui une gare de la Société nationale des chemins de fer français (SNCF) desservie par les trains du réseau Transilien Paris-Est (ligne P).

## Situation ferroviaire
La gare de Nanteuil - Saâcy, établie à 63 m d'altitude, est située au point kilométrique (PK) 73,816 de la ligne de Noisy-le-Sec à Strasbourg-Ville (dite aussi ligne de Paris-Est à Strasbourg-Ville), entre les gares ouvertes de La Ferté-sous-Jouarre et de Nogent-l'Artaud - Charly.

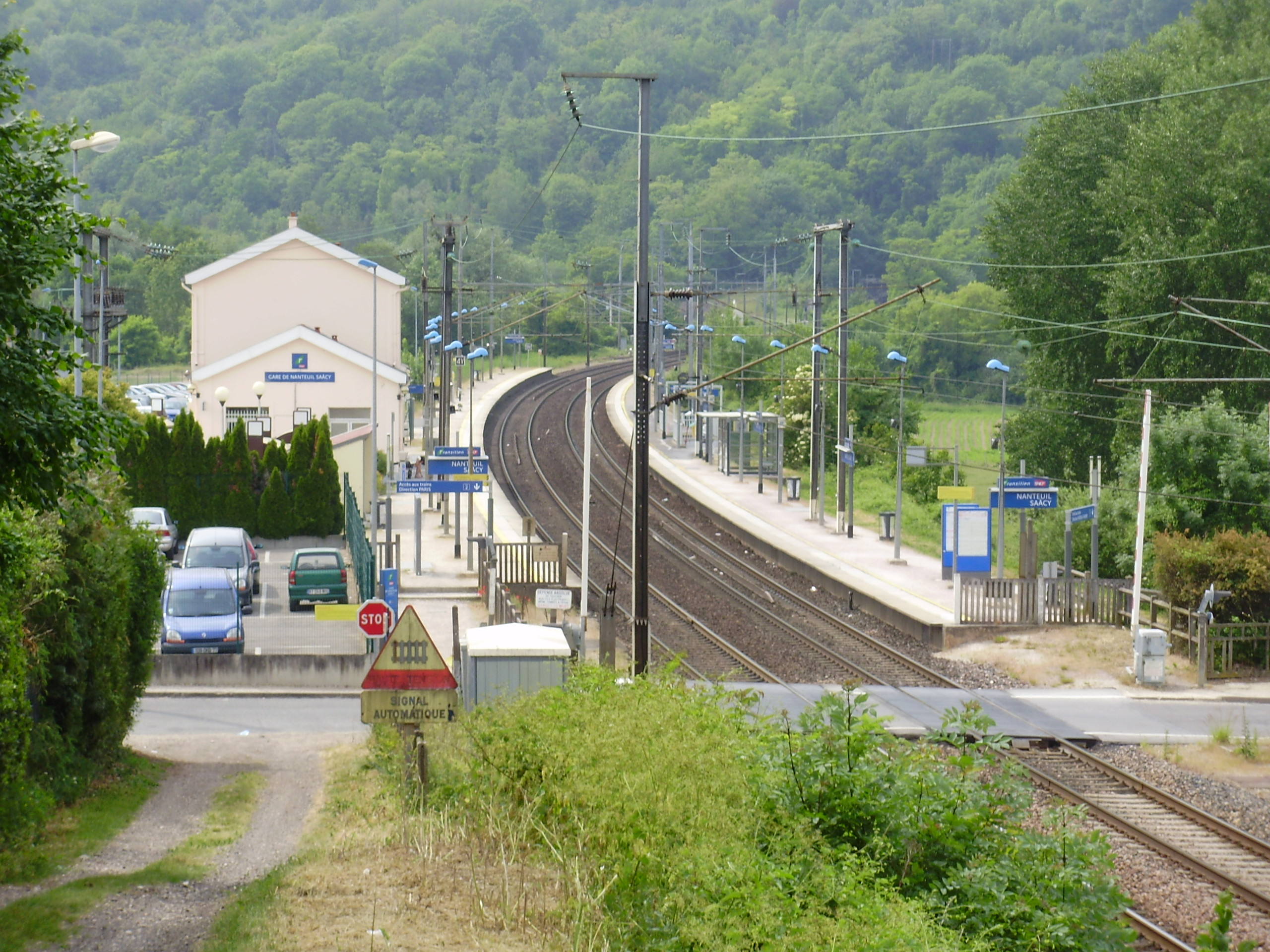
Vue d'ensemble de la gare depuis le « chemin Vert », situé à l'est.

## Histoire

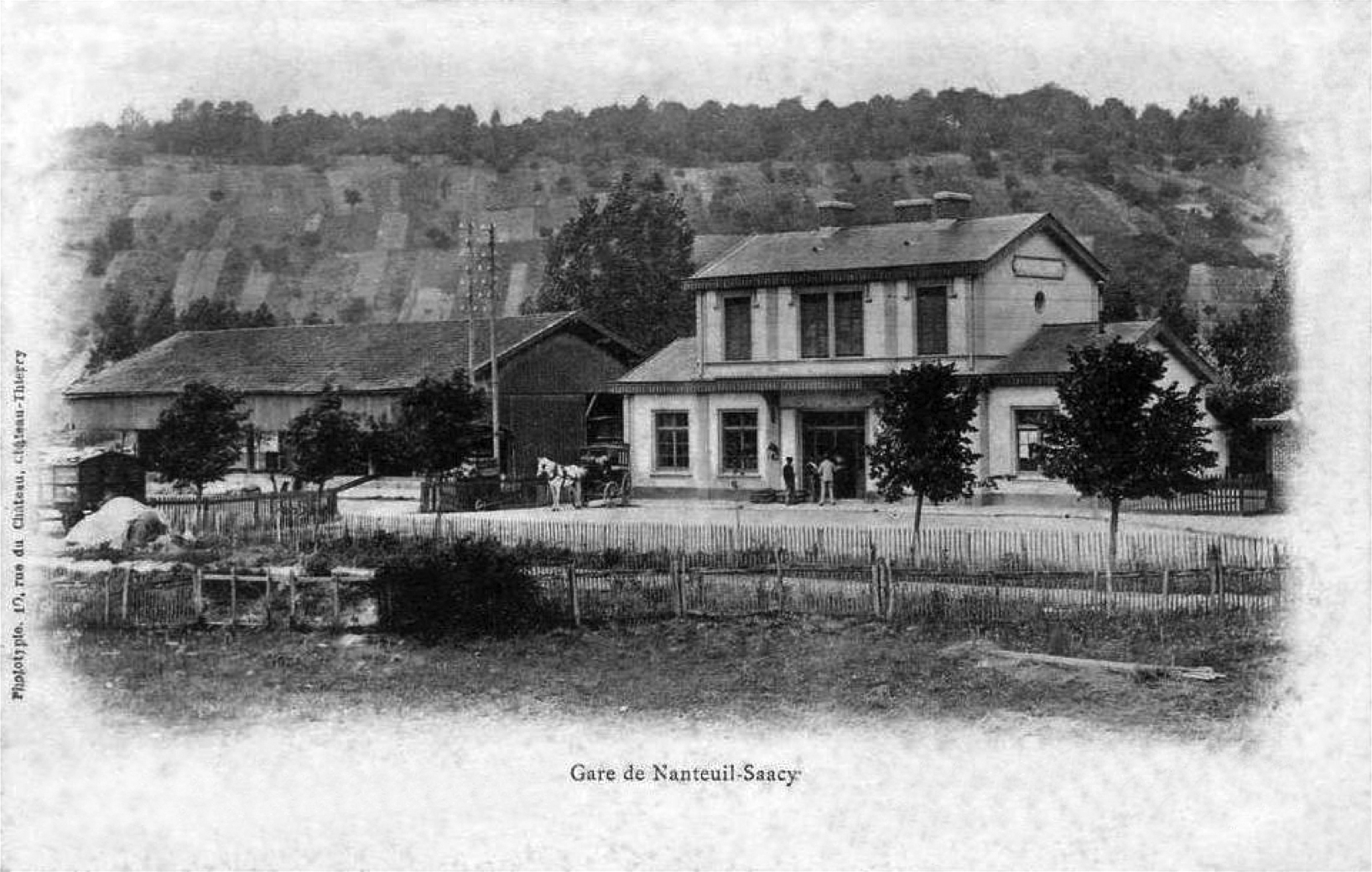
Extérieur de la gare avant 1902, avec le bâtiment voyageurs et la halle à marchandises.

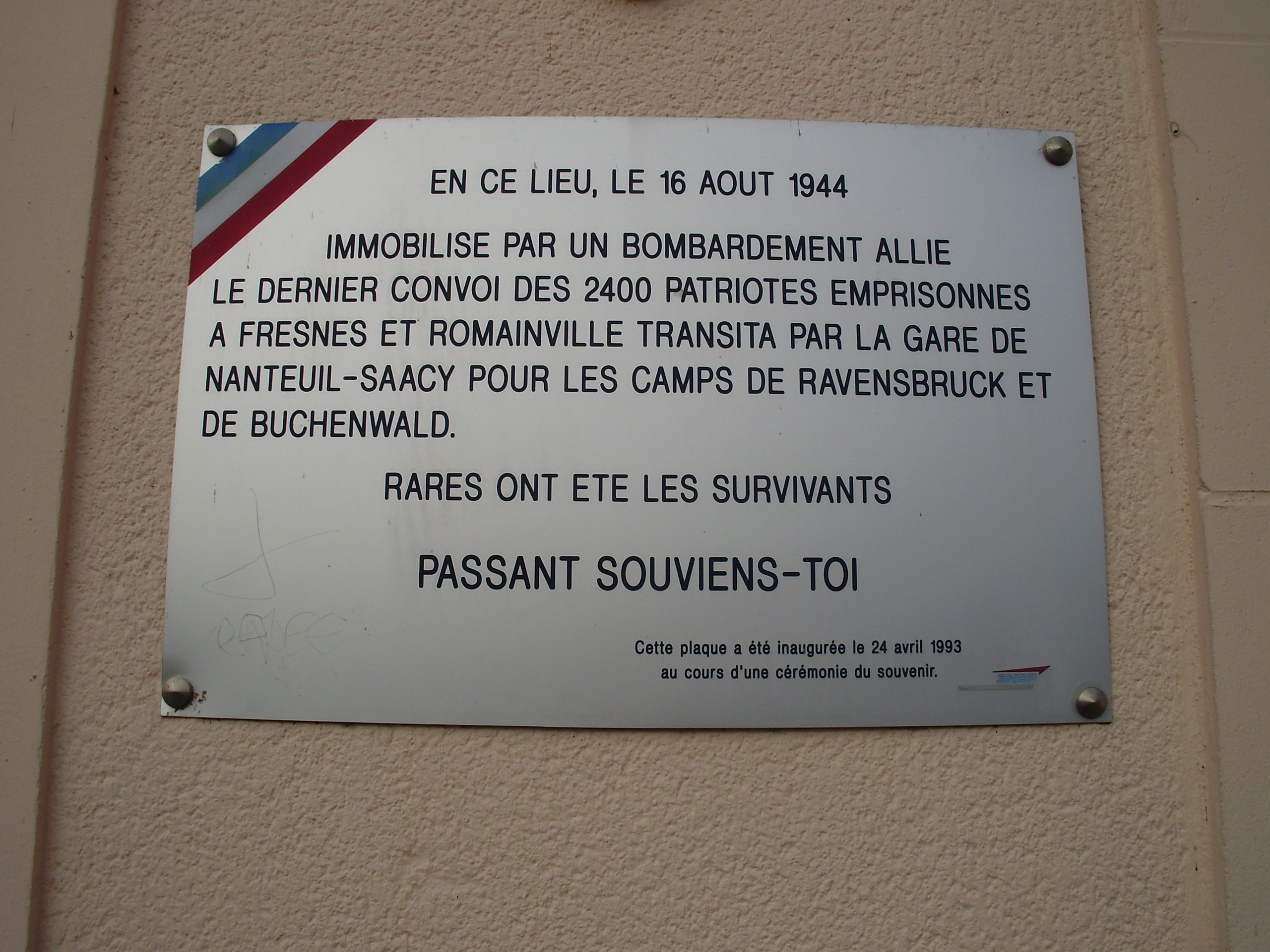
Plaque commémorative apposée sur la façade de la gare.

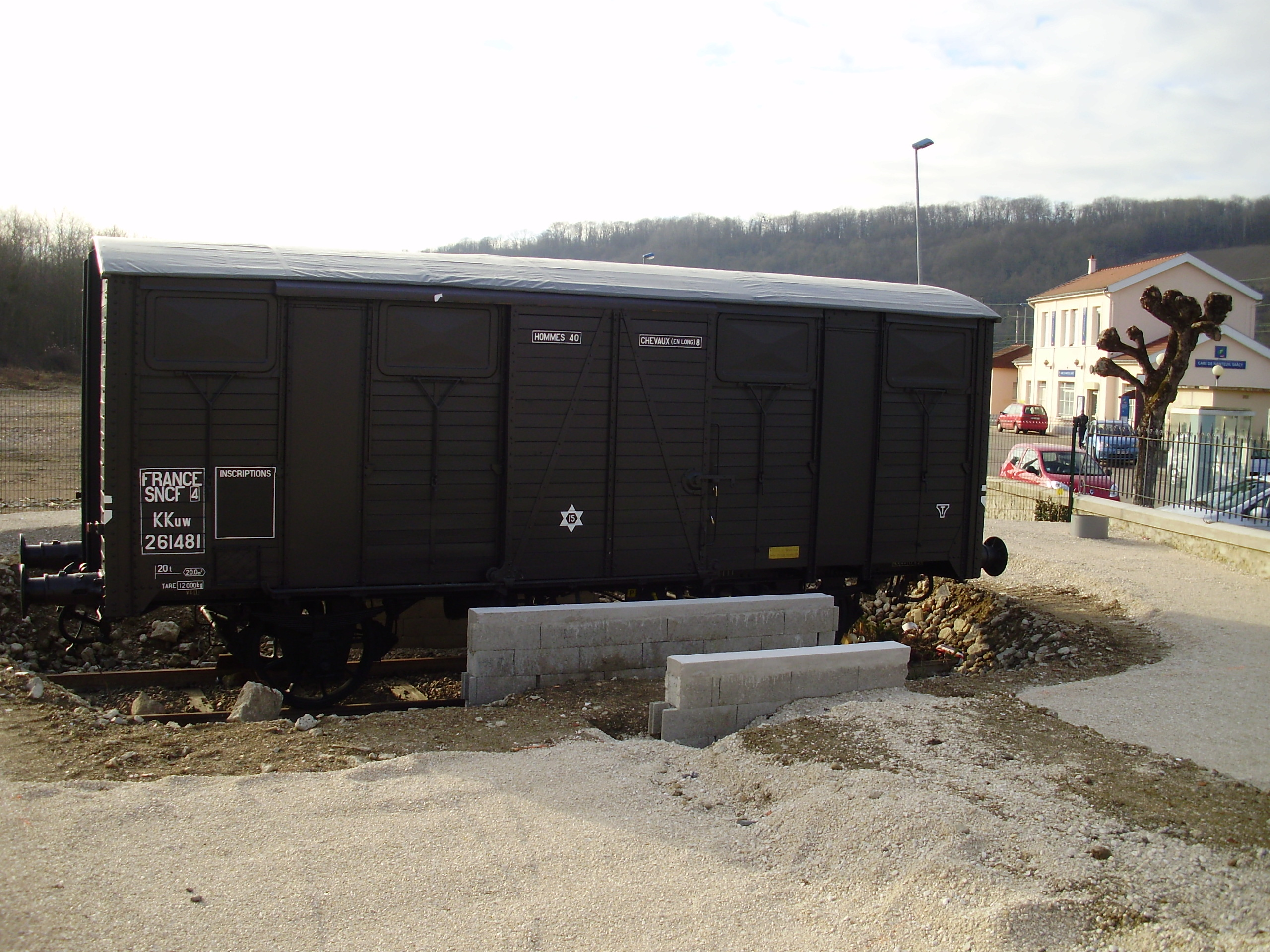
Wagon-souvenir du mémorial installé près du passage à niveau (février 2012 : installation en cours de finalisation).

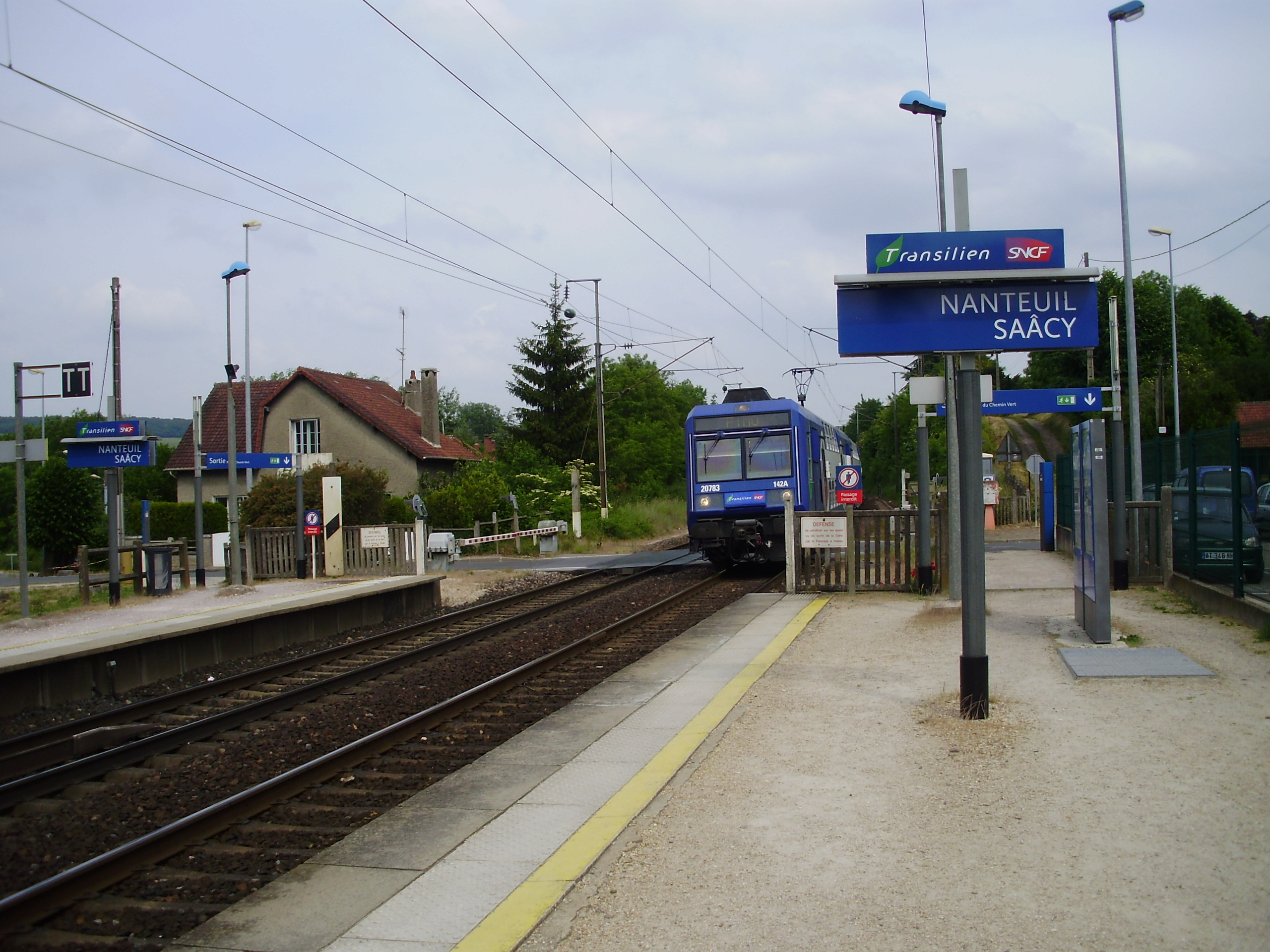
Arrivée d'une rame de type Z 20500 (ici la rame Z 20783/84) à destination de Paris-Est.

Comme prévu dans la concession de la ligne de Paris à Strasbourg, c'est l'État qui construit les infrastructures ferroviaires. Dans un but d'économie et pour une rapidité d'exécution, il réalise pour les stations des bâtiments provisoires en bois. Après la livraison de la ligne par l'État, la compagnie du chemin de fer de Paris à Strasbourg met en service le 26 août 1849 la station provisoire de Nanteuil lors de l'ouverture au service commercial de la section de Meaux à Épernay.
Le bâtiment voyageurs en dur sera construit plus tard par la compagnie des chemins de fer de l'Est qui prend en 1854 la suite de la compagnie concessionnaire d'origine. Il s'agit, comme pour de nombreuses gares édifiées sur cette ligne à l’époque, d'un bâtiment standard de type 7.
Le 5 février 1919, est survenu l’accident ferroviaire du tunnel de Nanteuil-Saâcy : un incendie dans un train de voyageurs suivi d'un suraccident lorsque plusieurs voyageurs, descendus sur les voies, furent fauchés par un second train. Le bilan est de 8 morts et 16 blessés.
En 1936, la gare est desservie par un service de banlieue de la ligne de Paris à Château-Thierry. Durant la période d'hiver, il y a six aller-retour chaque jour ouvrable.
En août 1944, la gare de Nanteuil - Saâcy a vécu un épisode douloureux lié au convoi des 57000. Le 15 août, 2 200 prisonniers (essentiellement des résistants, la plupart français, ainsi que 175 aviateurs alliés) sont extraits des prisons et camps (Fresnes, La Santé, Fort de Romainville…). Un train les attend et quitte la gare de Pantin pour l’Allemagne. Le 16 au matin, il s’arrête dans la plaine de Luzancy. 
Le pont ferroviaire qui enjambe la Marne a été détruit par un bombardement britannique. Les prisonniers, encadrés par des SS, vont devoir parcourir à pied plusieurs kilomètres pour rejoindre la gare de Nanteuil - Saâcy, de l’autre côté de la Marne, encombrés par les valises et paquets des collaborateurs et nazis en fuite qui sont dans le même train. Un autre train les attend ; il conduira les hommes pour la plupart à Dora via Buchenwald et les femmes à Ravensbrück. 
85 % des détenus ne reviendront pas selon les estimations actuelles pour ce convoi.
Apposée le 24 avril 1993 sur la façade de la gare de Nanteuil - Saâcy, une plaque rappelle l'histoire de ce convoi. Tous les ans, le 16 août, une cérémonie réunit les deniers témoins de cet épisode autour des familles des disparus. Un comité du mémorial a été créé en 2008. Il a fait installer un wagon-souvenir le 12 octobre 2011 et des panneaux informatifs,,.
En 2016, selon les estimations de la SNCF, la fréquentation annuelle de la gare est de 696 600 voyageurs, comme en 2015. Ce nombre s'est élevé à 545 400 pour 2014.
En 2018, la SNCF a estimé le nombre de voyageurs à 810 603.

## Services voyageurs

### Accueil
Gare SNCF du réseau Transilien, elle offre divers services comme un quai accessible aux personnes à mobilité réduite. Le bâtiment principal, autrefois ouvert tous les jours, puis uniquement le mardi matin (6h-9h30), est fermé. La gare est équipée d'un automate pour la vente des titres de transport (Transilien et Navigo).

### Desserte
La gare est desservie par les trains de la ligne P du Transilien de la branche Paris – Château-Thierry. Elle est la dernière gare de la ligne située en Île-de-France ; au-delà, en direction de l'Aisne, la tarification des transports en commun d'Île-de-France ne s'applique plus.

### Intermodalité
Un parking pour les véhicules est aménagé. La gare est desservie par les lignes 32 et 48 du réseau de bus Brie et 2 Morin.

## Divers
En 1991, la gare a servi de lieu de tournage pour le film Céline de Jean-Claude Brisseau, le temps d'une scène où le personnage principal prend le RER.